# Sallent (Montferrer i Castellbò)
Sallent es una entidad de población española del municipio leridano de Montferrer i Castellbò, en la comunidad autónoma de Cataluña.

## Toponimia
El nombre del lugar puede aparecer referido como Cellent de Castellbo y Sallent.

## Historia
Hacia mediados del siglo XIX, el lugar, por entonces perteneciente al municipio del valle de Castellbó, tenía contabilizadas unas 16 casas. La localidad aparece descrita en el sexto volumen del Diccionario geográfico-estadístico-histórico de España y sus posesiones de Ultramar de Pascual Madoz de la siguiente manera:

CELLENT DE CASTELLBO; ald. dependiente del ayunt. del valle de Castellb, (20 leg.) , en la provincia de Lérida (20 leg.,) part. jud. y diócesis de Seo de Urgel (2 1/2), aud. terr. y c g. de Cataluña (Barcelona 6 1/2), cab. del ayunt. y matriz (1/2): sit. en una altura, en terreno áspero y montañoso: le combaten los vientos de N. y O., y el clima bastante frio es saludable. Tiene 16 casas distribuidas en una calle y pequeña plaza; y el cementerio es capaz y ventilado. El térm. se estiende 1/2 leg. de N. á S. y otro tanto de E. á O.; confinando N. con el de Archs (1 leg.); E. Sandes (1/4); San Castellbo (1/2), y O. Solanell á igual dist.: el terr. es montuoso, áspero y en general de mala calidad: no encontrándose en él otro monte y bosque, poblado de arbolado de abetos, pinos y enebros, que el llamado Ras de Conques, muy transitado de los contrabandistas que salen desde Andorra con contrabando para la Conca de Tremp; en los otros montes de menos importancia se crian pastos de escelente cualidad. Caminos; dirigen uno á Castellbo, y otro á la montaña ó monte nombrado que conduce á Andorra, y el de Pallás que dirige al punto de su propio nombre, todos se hallan en mal estado: el correo lo reciben de la adm. de la Seo por espreso que mandan los interesados. Prod. trigo, patatas y legumbres; su principal cosecha es la primera: se cria ganado lanar, cabrio, vacuno y mular; de los cuales en el pais se da la preferencia al primero: hay caza de conejos, perdices, liebres y ardillas. Pobl., riqueza y contr. con el ayunt. (V.)
(Madoz, 1847, p. 304)

En la actualidad pertenece al municipio de Montferrer i Castellbò. En 2022, tenía empadronados 0 habitantes.